# Три чекића, о српу да и не говоримо
Три чекића, о српу да и не говоримо је позоришна представа коју је режирао Милан Нешковић према комаду Деане Лесковар.
Премијерно приказивање било је 4. децембра 2008. године у позоришту ДАДОВ. Представа је касније постављена у градском позоришту у Ваљеву.
Тема представе су проблеми младих, некада и сада.

## Радња
Представа прича причу о младим људима који покушавају да пронађу своје место у Београду шездесетих година, узалудно трагајући за пријатељством и љубављу.

## Улоге
| Лица            | Глумци                  |
| --------------- | ----------------------- |
| Малеш           | Филип Жарковић          |
| Алка            | Милена Живановић        |
| Уски            | Милан Марић             |
| Бајра           | Дејан Младеновић        |
| Грегори         | Алек Суртов             |
| Комшиница Милка | Милица Гојковић         |
| Стаљин          | Немања Стаматовић       |
| Милеса          | Оливера Бацић           |
| Тетка Драга     | Марија Манојловић       |
| Разредна        | Бранкица Себастијановић |